# Império de Uadai
Império de Uadai ou Sultanato de Uadai (em árabe: سلطنة وداي; romaniz.: Saltanat Uadai; em fur: Burgu), chamado Reino de Uadai (em francês: Royaume du Ouaddaï) pelos franceses, foi um Estado da África a leste do atual Chade. Surgiu ca. 1501 e deixou de existir em 1912, quando foi ocupado pelo franceses. Se converteu ao islamismo ca. 1630, com o estabelecimento de uma dinastia muçulmana chefiada por Abdelcarim. Por muito tempo foi subordinado do Sultanato de Darfur, mas nos anos 1790 se tornou independente e começou um período de rápida expansão, sobretudo às custas do moribundo Império de Bornu a oeste.
Sua prosperidade foi reflexo de sua posição na intersecção de duas rotas comerciais: a rota leste-oeste ligando o Nilo Superior e Darfur com Bornu e Cano, e a rota transaariana norte-sul de Abéché a Bengasi, no Mediterrâneo. No século XIX, caravanas abandonaram outras rotas do deserto em favor da rota Abéché-Bengasi, pois se tornou mais segura pela estabilidade regional alcançada no reinado dos colaques Xarife (r. 1835–1858), Ali (r. 1858–1874) e Iúçufe (r. 1874–1898). Uadai foi ocupado pelos franceses entre 1906 e 1914, encerrando o comércio transaariano.